# Sergio García Malfavón
Sergio García Malfavón (14 de agosto de 1987) es un deportista mexicano que compite en judo. Ganó una medalla de bronce en los Juegos Panamericanos de 2011, en la categoría de –100 kg.

## Palmarés internacional
| Juegos Panamericanos | Juegos Panamericanos | Juegos Panamericanos | Juegos Panamericanos |
| Año                  | Lugar                | Medalla              | Categoría            |
| -------------------- | -------------------- | -------------------- | -------------------- |
| 2011                 | Guadalajara (México) | Medalla de bronce    | –100 kg              |